# Каніковський Віктор Іванович
Віктор Іванович Каніковський (1935, село Бутор, тепер Григоріопольського району, Молдова — ?) — молдавський радянський державний і комуністичний діяч, 1-й секретар Бельцького і Кишинівського міських комітетів КП Молдавії. Депутат Верховної Ради Молдавської РСР 7—8-го скликань. Член ЦК Комуністичної партії Молдавії. Депутат Верховної Ради СРСР 9-го скликання.

## Життєпис
Закінчив Кишинівський державний університет.
Член КПРС з 1954 року.
У 1958—1960 роках — старший лаборант лабораторії геології нафти і газу Молдавського філіалу Академії наук СРСР.
У 1960—1965 роках — інструктор Ленінського районого комітету КП Молдавії міста Кишинева; лектор ЦК КП Молдавії; завідувач будинку політичної просвіти ЦК КП Молдавії і Кишинівського міського комітету КП Молдавії.
Закінчив Вищу партійну школу при ЦК КПРС.
У 1965—1966 роках — інспектор відділу ЦК КП Молдавії.
У 1966—1970 роках — 1-й секретар Бельцького міського комітету КП Молдавії.
У листопаді 1970 — 1976 року — 1-й секретар Кишинівського міського комітету КП Молдавії.
У 1976—1978 роках — завідувач відділу планових і фінансових органів ЦК КП Молдавії.
У 1978—1990 роках — генеральний директор Молдавського виробничого об'єднання із геологорозвідувальних робіт (ВО «Молдавгеологія»).
25 січня — 24 травня 1990 року — заступник голови Ради міністрів РСР Молдова.
Потім — на пенсії.

## Нагороди
- два ордени Трудового Червоного Прапора
- медалі